# Manter
|  | Aquest article tracta sobre població de Kansas. Vegeu-ne altres significats a «Manter (desambiguació)». |

Manter és una població dels Estats Units a l'estat de Kansas. Segons el cens del 2000 tenia 178 habitants.

## Demografia
Segons el cens del 2000, Manter tenia 178 habitants, 67 habitatges, i 46 famílies. La densitat de població era de 286,4 habitants/km².
Dels 67 habitatges en un 34,3% hi vivien nens de menys de 18 anys, en un 62,7% hi vivien parelles casades, en un 4,5% dones solteres, i en un 29,9% no eren unitats familiars. En el 26,9% dels habitatges hi vivien persones soles el 10,4% de les quals corresponia a persones de 65 anys o més que vivien soles. El nombre mitjà de persones vivint en cada habitatge era de 2,66 i el nombre mitjà de persones que vivien en cada família era de 3,21.
Per edats la població es repartia de la següent manera: un 31,5% tenia menys de 18 anys, un 5,6% entre 18 i 24, un 25,8% entre 25 i 44, un 24,7% de 45 a 60 i un 12,4% 65 anys o més.
L'edat mediana era de 36 anys. Per cada 100 dones de 18 o més anys hi havia 96,8 homes.
La renda mediana per habitatge era de 48.523 $ i la renda mediana per família de 49.659 $. Els homes tenien una renda mediana de 31.875 $ mentre que les dones 21.563 $. La renda per capita de la població era de 19.184 $. Entorn del 4,3% de les famílies i el 7,1% de la població estaven per davall del llindar de pobresa.

## Poblacions més properes
El següent diagrama mostra les poblacions més properes.